# Frank Suchland
Frank Suchland (* 31. Mai 1962 in Kassel) ist ein deutscher Musiker, Rezitator, Verleger, Autor und Pädagoge.

## Leben

### Pädagogik
Frank Suchland legte sein Abitur in Bückeburg ab und studierte anschließend Musik und Germanistik für das Lehramt an Grund- und Hauptschulen in Hannover. Nach dem zweiten Staatsexamen trat er 1991 in den Schuldienst ein und arbeitete als Lehrer und Konrektor an verschiedenen niedersächsischen Schulen. Im Februar 2014 wurde er Leiter einer Grundschule. Zehn Jahre lang übte er diese Tätigkeit aus, mittlerweile ist er nur noch künstlerisch tätig.

### Künstlerisches Wirken
Frank Suchland begann schon in jungen Jahren, eigene Chansons, Gedichte und Kurzgeschichten zu schreiben. Er absolvierte über 1000 Konzerte, Lesungen und Vorträge im Bundesgebiet, veröffentlichte mehr als 20 Tonträger und arbeitete als Komponist, Darsteller und Autor mit unterschiedlichen Künstlern aller Genres zusammen. 1990 wurde er für seine Songs mit dem Förderpreis der Hanns-Seidel-Stiftung für junge Liedermacher ausgezeichnet.
Bereits 1989 gründete Frank Suchland mit guten Freunden das Independent-Label ContraPunkt, das er seit 1996 allein weiterführt. Hier betreute er als Produzent viele CD-Produktionen und hielt Referate und Seminare an Universitäten, Schulen und anderen Bildungszentren. Seit 1992 komponiert Frank Suchland Schauspielmusiken für verschiedene Theater in Deutschland. Seine Kompositionen waren in mehr als 40 Inszenierungen zu hören, die vorwiegend im Bereich des Kindertheaters lagen.
Des Weiteren veröffentlichte Frank Suchland als Autor und Herausgeber zwei Taschenbücher mit Lyrik und Prosa im kleinen Göttinger Literaturverlag „Davids Drucke“. Er ist Mitglied im Verband deutscher Schriftsteller (VS) und mit journalistischen oder poetischen Beiträgen im Rundfunk, in Anthologien, Unterrichtsmedien und Zeitschriften vertreten. Außerdem arbeitet er als Juror in verschiedenen literarischen Gremien.
Seit 1993 hält Frank Suchland erfolgreich literarische Lesungen mit Texten internationaler Schriftsteller. Dabei präsentiert er entweder einzelne Autoren mit Biografie und Werk oder gestaltet poetische Themenabende. Im Sommer 2003 erweiterte er sein Label ContraPunkt um einen bundesweit agierenden Hörbuchverlag mit Vertrieb in Berlin. 
Zwischen 2006 und 2009 produzierte Frank Suchland eine lehrreiche Hörspielreihe für Kinder des Landkreises Schaumburg, der seine Heimat ist, und schrieb 2015 ein kleines Büchlein mit der Neufassung der bekanntesten Sagen aus dieser Region. Seit 2018 gibt er eine eigene Taschenbuchreihe mit Lyrik von bekannten Autoren heraus, die er „Gedichte für die Hosentasche“ nennt und im bayerischen Kampenwand Verlag erscheint.
Zusätzlich betreut Frank Suchland als künstlerischer Leiter eine Kleinkunstreihe in Bückeburg und übernimmt immer wieder Moderationen im Gala-Bereich, z. B. für politische Empfänge oder das Kinderhilfswerk UNICEF.

## Werke

### Hörbücher (Auswahl)
- 12 schauerliche Balladen der Klassik & Romantik mit Werken von Heine, Goethe, Uhland u. a., ContraPunkt/AudioPool, 2002, ISBN 3-9809108-4-9
- Du aber bist der Hafen, Liebesgedichte von Kästner, Kaléko, Kaschnitz und Ringelnatz, ContraPunkt/AudioPool, 2003,  ISBN 3-9809108-0-6
- Mein Herz ist voller Weh und Sehnen, Liebesbriefe berühmter Frauen und Männer, ContraPunkt/AudioPool, 2004 (zusammen mit Catharina von Bargen), ISBN 3-9809108-1-4
- Das Haus mit den hundert Türen – Mystische Erzählungen von Fanny Morweiser, ContraPunkt/AudioPool, 2004 (zusammen mit Karin Schilling), ISBN 3-9809108-2-2
- Am Himmel weiße Watte, Poesie für sonnige Momente mit Werken von Mörike, Hesse, Fontane u. a., ContraPunkt/AudioPool, 2005 (zusammen mit Catharina von Bargen), ISBN 3-9809108-3-0
- 13 schauerliche Balladen der Romantik & Moderne mit Werken von Kästner, Hebbel, Heym, Zech u. a. ContraPunkt/AudioPool, 2006, ISBN 3-9809108-5-7
- Der Kuckuck ist ein scheues Reh, Gedichte für heitere Stunden mit Werken von Erhardt, Busch, Roth u. a., ContraPunkt/AudioPool, 2007, ISBN 978-3-9809108-7-3
- Lyrik-Live, Literarische Comedy mit Werken von Gernhardt, Morgenstern, Nehm, Ody, Kästner u. a., ContraPunkt/AudioPool, 2008, ISBN 978-3-9809108-8-0
- Poesia, Melodien & Gedichte für innige Momente mit Werken von Brecht, Goethe, Storm, Mozart, Bach u. a., ContraPunkt/AudioPool, 2010 (zusammen mit Claudia Urbschat-Mingues), ISBN 978-3-9813327-0-4
- Momento, Melodien & Gedichte für den Augenblick mit Werken von Tucholsky, Rilke, Hölderlin u. a., ContraPunkt/AudioPool, 2011 (zusammen mit Ulrike Stürzbecher), ISBN 978-3-9813327-2-8
- Ich wart auf dich im Abendwind (als Herausgeber), Gedichte von Eva Strittmatter, gelesen von Andrea Sawatzki, ContraPunkt/AudioPool, 2012, ISBN 978-3-9813327-3-5
- Auf deinen Lippen nur Sonne und Salz, Gedichte vom Sommer und vom Meer mit Werken von Fried, Trakl, Neruda u. a., ContraPunkt/AudioPool, 2014 (zusammen mit Ulrike Stürzbecher), ISBN 978-3-9813327-5-9

### Tonträger für Kinder (Auswahl)
Als Komponist:
- Gute Freunde – Die schönsten Melodien aus Bühnenmusiken für Kinder (CD), Traumsalon/ZYX Music, 1999 (zusammen mit Oliver Hartmann)
- Noch mehr gute Freunde, Die schönsten Melodien aus Bühnenmusiken für Kinder (CD), Traumsalon/ZYX Music, 2001
- Heut ist ein Fest im Zauberwald, Musik zum Tanzen und Träumen (CD), Traumsalon/ZYX Music, 2005 (zusammen mit Oliver Hartmann)
- Feentanz und Ringelschwanz, 70 Instrumentals zum Tanzen, Toben, Träumen und Theater spielen (2 CDs), Kampenwand, 2023

Als Sprecher, Musiker und Produzent:
- Die Schaumburger Spürnasen und ihr erster Fall, Krimi-Hörspiel (CD), ContraPunkt, 2006 (Buch Torben Sven Schmidt)
- Die Schaumburger Spürnasen auf Schatzsuche, Krimi-Hörspiel (CD), ContraPunkt, 2007 (Buch Torben Sven Schmidt)
- Die Schaumburger Spürnasen auf Geisterjagd, Krimi-Hörspiel (CD), ContraPunkt, 2009 (Buch Torben Sven Schmidt)
- Schaumburger Gespenstergeschichten, Inszenierte Lesung (2 CDs), ContraPunkt, 2015 (Buch Marlies Kuhlmann), ISBN 978-3-9813327-6-6

### Tonträger als Liedermacher (Auswahl)
- Alleingang (LP), Fachwerk, 1985
- Lass bloß die Stille nicht in Ruh (LP), ContraPunkt/Ariola, 1989
- HerzHaft (CD), ContraPunkt/Ariola, 1991

### Bücher
- Ganz ohne Warnung, Das Frank Suchland Buch, Lyrik, Prosa & biografische Notizen, Davids Drucke, Göttingen 1990, ISBN 3-921860-35-0
- Schaumburger Jahreszeiten, Literatur aus der Provinz (als Herausgeber mit Steffen Behlau), Davids Drucke, Göttingen 1993, ISBN 3-921860-38-5
- Der Kobold in der Mühle, Die schönsten Sagen rund um das Schaumburger Land, ContraPunkt, Bückeburg 2015, ISBN 978-3-9813327-7-3
- Mein richtiges Herz. Das ist anderwärts! Die schönsten Verse von Joachim Ringelnatz, Gedichte für die Hosentasche, zusammengestellt von Frank Suchland, Kampenwand Verlag, 2018, ISBN 978-3-96111-398-9
- Schläft ein Lied in allen Dingen, Die schönsten deutschen Gedichte, Gedichte für die Hosentasche, zusammengestellt von Frank Suchland, Kampenwand Verlag, 2018, ISBN 978-3-96111-399-6
- Mein Herz, ich will dich fragen! Von Liebeslust und Liebesleid, Gedichte für die Hosentasche, zusammengestellt von Frank Suchland, Kampenwand Verlag, 2018, ISBN 978-3-96111-799-4
- Wer einsam ist, der hat es gut! Die schönsten Verse von Wilhelm Busch, Gedichte für die Hosentasche, zusammengestellt von Frank Suchland, Kampenwand Verlag, 2019, ISBN 978-3-96443-435-7
- Der Wein ist mein Vergnügen! Gedichte und Anekdoten für die Hosentasche, zusammengestellt von Frank Suchland, Kampenwand Verlag, 2019, ISBN 978-3-96698-513-0
- Stille Nacht, Poesie zum Fest, Gedichte für die Hosentasche, zusammengestellt von Frank Suchland, Kampenwand Verlag, 2020, ISBN 978-3-96698-514-7
- Ja, das möchste! Die schönsten Verse von Kurt Tucholsky, Gedichte für die Hosentasche, zusammengestellt von Frank Suchland, Kampenwand Verlag, 2020, ISBN 978-3-96698-778-3
- Der Garten ist mein Paradies! Gedichte & Gedanken für die Hosentasche, zusammengestellt von Frank Suchland, Kampenwand Verlag, 2021, ISBN 978-3-96698-566-6
- Kürzlich kam ein Wort zu mir! Die schönsten Verse von Christian Morgenstern, zusammengestellt von Frank Suchland, Kampenwand Verlag, 2023, ISBN 978-3-98660-042-6

### Bühnenmusik (Auswahl)
- 1994: A bloody English Garden von Nick Fischer, Theater Zeitz (zusammen mit Oliver Hartmann und Dirk Hartmann)
- 1996: Ronja Räubertochter von Astrid Lindgren, Theater der Landeshauptstadt Magdeburg (zusammen mit Oliver Hartmann und Dirk Hartmann)
- 1998: Der Zauberer von Oz von Frank L. Baum, Deister-Freilicht-Bühne, Barsinghausen
- 1999: Die Bremer Stadtmusikanten, nach den Gebrüdern Grimm, Kinder- und Jugendtheater Harlekin, Crimmitschau
- 2001: Peterchens Mondfahrt von Gerdt von Bassewitz, Deister-Freilicht-Bühne, Barsinghausen
- 2002: Die kleine Hexe von Otfried Preußler, Klosterspiele Merxhausen
- 2003: Kalif Storch von Wilhelm Hauff, Deister-Freilicht-Bühne, Barsinghausen
- 2004: Die Schneekönigin von Hans Christian Andersen, Kinder- und Jugendtheater Harlekin, Crimmitschau
- 2007: Tintenherz von Cornelia Funke, Deister-Freilicht-Bühne, Barsinghausen (zusammen mit Oliver Hartmann)
- 2008: Emil und die Detektive von Erich Kästner, Freilichtbühne Nettelstedt (zusammen mit Oliver Hartmann)
- 2009: Der kleine Muck von Wilhelm Hauff, Niederdeutsche Bühne Kiel
- 2010: Wickie von Runer Jonsson, Freilichtbühne Nettelstedt (zusammen mit Stephan Winkelhake)
- 2013: Die Abenteuer des Burattino nach Alexei Nikolajewitsch Tolstoi, Kinder- und Jugendtheater Harlekin, Crimmitschau
- 2015: Kalif Storch von Wilhelm Hauff, Kinder- und Jugendtheater Harlekin, Crimmitschau
- 2017: Die kleine Hexe von Otfried Preußler, Freilichtbühne Bellenberg, Horn-Bad Meinberg
- 2019: Jim Knopf und Lukas der Lokomotivführer von Michael Ende, Freilichtbühne Nettelstedt
- 2021: Die kleine Hexe von Otfried Preußler, Waldbühne Otternhagen

### Bühnenprogramme (Auswahl)
- Joachim Ringelnatz: „Mein richtiges Herz. Das ist anderwärts…“ – Dichterportrait
- Erich Kästner: „Man kann mitunter scheußlich einsam sein…“ – Dichterportrait
- Hermann Hesse: „In die flüchtige Luft unsre Namen“ – Dichterportrait
- Wilhelm Busch: „Wer einsam ist, der hat es gut…“ – Eine heiter-melancholische Hommage
- „Des Sängers Fluch“ – Geheimnisvolle Kunstballaden der Klassik & Romantik
- „Von Bäumen und Menschen“ – Eine literarische Wanderung durch die Jahreszeiten
- „Mein Herz ist voller Weh und Sehnen“ – Berühmte Liebesbriefe aus drei Jahrhunderten
- „Es zieht einem den Mund zusammen“ – Heitere Verse und Geschichten vom Wein
- „Nur ganz kurz!“ – Plaudereien aus der Literaturgeschichte
- „Ach, du liebe Weihnachtszeit!“ – Poesie und Satire zum Fest
- „Oft ist es nur ein Augenblick!“ – Gedichte und Geschichten vom Glück